# Isojoki (vattendrag i Finland, Kajanaland, lat 64,43, long 28,55)
Isojoki är ett vattendrag i Finland.   Det ligger i landskapet Kajanaland, i den centrala delen av landet, 500 km norr om huvudstaden Helsingfors. Isojoki ligger vid sjön Tuomaanjärvi.